# Giuseppe Firrao (1736-1830)
Pour les articles homonymes, voir Giuseppe Firrao.
Giuseppe Firrao, né le 20 juillet 1736 à Fagnano en Calabre et mort le 24 janvier 1830 à Naples, est un cardinal italien du XIXe siècle.

## Biographie
Firrao exerce des fonctions au sein de la Curie romaine, notamment comme doyen du Consulta. Firrao est élu archevêque titulaire de Petra-en-Palestine avant d'être envoyé comme nonce apostolique à Venise en 1782. Il est secrétaire de la Congrégation des évêques et réguliers en 1795.
Le pape Pie VII le crée cardinal lors du consistoire du 23 février 1801.
Il participe au conclave de 1823 lors duquel Léon XII est élu et le conclave de 1829 (élection de Pie VIII). Il est camerlingue du Sacré Collège entre 1802 et 1803.